# Sierra de Huautla
La Sierra de Huautla es una cadena montañosa y reserva de la biosfera del centro de México, situada en el sur de Morelos, la Sierra de Huautla es una extensión meridional de la cordillera del Cinturón Volcánico Trans mexicano hacia la Cuenca del Balsas. Los bosques secos de la Sierra albergan una diversa comunidad de animales y plantas, y la extraordinaria biodiversidad de la reserva está reconocida por la UNESCO.

## Geografía
La Sierra de Huautla está formada por colinas y montañas de 700 a más de 2.400 metros de altitud, que generalmente se extienden de este a oeste, adentrándose en la Cuenca del Balsas y conectándose con la masa principal del Cinturón Volcánico Trans mexicano por el noroeste. Forman el límite sur de Morelos y se extienden a los estados adyacentes de Guerrero y Puebla. El pico más alto es de 2440 m.
La reserva de la biosfera abarca la parte central de la cordillera, con una superficie de 590,31 km². En su mayor parte se encuentra en Morelos, con partes que se extienden hacia Guerrero y Puebla.
La REBIOSH está comprendida en dos provincias fisiográficas. La primera incluye el Eje Neovolcánico, particularmente la subprovincia del sur de Puebla, que en la REBIOSH está situada en la porción oriente y sur, constituida por una gran variedad de rocas volcánicas y sedimentos continentales que incluyen, depósitos yesíferos lacustres del Mioceno. La segunda provincia situada en la zona occidental de la REBIOSH pertenece a la Sierra Madre del Sur, representada por la subprovincia de los Lagos y Volcanes del Anáhuac, en la cual se aprecian lomeríos intrincados y mesetas pequeñas con altitudes de 900 a 1400 m s. n. m.
En la REBIOSH se encuentra una variedad considerable de rocas. Las ígneas constituyen el componente principal, aunque se infieren eventos de metamorfismo en las aureolas de contacto de los intrusivos dioríticos y granodioríticos en la porción nornoreste de la reserva. Las rocas más antiguas son las sedimentarias, las cuales datan del Cretáceo Inferior, litológicamente clasificadas como calizas y depósitos marinos interestratificados de areniscas y lutitas del Cretáceo Superior. Estas afloran en la porción norte de la REBIOSH, evidenciando anticlinales y sinclinales con pliegues recumbentes como resultado de la orogenia de la Sierra Madre del Sur y el Eje Neovolcánico.

## Clima
El clima es tropical, cálido y subhúmedo, con una temperatura media anual de 24 °C. La precipitación media anual es de 885 mm, con una estación húmeda y una seca. Las temperaturas son generalmente más frías y las precipitaciones más abundantes en las zonas más elevadas. 
En lo general, la REBIOSH presenta el clima Awo"(w)(i’)g, que corresponde a un clima cálido subhúmedo, el más seco de los subhúmedos, con un cociente P/T menor de 43.2, régimen de lluvias de verano y canícula; porcentaje de lluvia invernal menor de 5 %, isotermal y con una oscilación de las temperaturas medias mensuales entre 7° y 14 °C, la temperatura más alta se presenta en mayo y ésta oscila entre 26° y 27 °C, la marcha de la temperatura es tipo Ganges, es decir, el mes más caliente del año es anterior a junio.
La precipitación es del orden de 900 milímetros anuales y se manifiesta durante el verano, entre junio y principios de octubre. Los máximos picos de precipitación se presentan durante julio y septiembre, pudiendo haber una baja o ausencia de precipitación durante el mes de agosto, conocida como canícula. La precipitación pluvial en la REBIOSH tiende a presentarse en forma de aguaceros o tormentas. En el mes de julio, por la formación de cúmulo nimbus, suelen presentarse violentos chaparrones, de hasta 80 mm que a veces son acompañados por granizadas. Estos tienen importantes consecuencias relativas al potencial de erosión y arrastre de las áreas desmontadas, así como de formación de aguas broncas en las laderas, cañadas y cauces, sobre los cuales, se asientan muchas de las comunidades que explotan los mantos freáticos durante las sequías. En el estado de Morelos se presenta un gradiente pluvial que tiene una relación di[1]recta con la altitud, mientras que con la temperatura sucede el proceso contrario. Este fenómeno es particularmente visible en las serranías, donde los drásticos cambios altitudinales podrían representarse por ejemplo, en el perfil Cerro Tres Cumbres Ocoptepec, al norte del estado, que desciende de los 3,200 a los 1,750 msnm en 10.5 km de distancia horizontal (gradiente = 138 m/km). A pesar de que la mayor parte de la entidad forma una gran cuenca o depresión, las serranías del sur no presentan gradientes de la misma magnitud; destaca, sin embargo, el perfil Cerro Frío-Tilzapotla, que desciende de los 2,280 a los 1,000 msnm en 5 km (gradiente = 256 m/km). El efecto de estos gradientes altitudinales sobre las temperaturas se expresa en valo[1]res promedio anuales inferiores a 6 °C en las zonas de páramo del Popocatépetl, hasta superiores a 24 °C en las partes bajas de las cuencas del Amacuzac y del Nexapa.

## Hidrología
La REBIOSH se localiza en la región hidrológica RH18, cuenca del Río Balsas, en la subcuenca del Río Amacuzac. Presenta además tres subcuencas: al oriente, en la subregión de Huautla, se localiza la subcuenca del arroyo Quilamula; hacia el norte, cerca de Nexpa, se localiza la del Río Cuautla, y hacia la región de Cerro Frío se ubica la subcuenca del Río Salado, drenando hacia el Amacuzac.
Geohidrológicamente, el estado de Morelos puede dividirse en una zona de recarga y otra de afloramiento; la zona de recarga se divide en dos regiones: al norte corresponde a la Sierra del Ajusco y al sur, a las estribaciones de la Sierra Madre del Sur (sierras de Tilzapotla y Huautla), con formaciones de rocas ígneas extrusivas más antiguas, pero, por la pendiente general, su aporte se orienta hacia el norte del estado de Guerrero. La mayoría de las corrientes de la REBIOSH son de temporal y sólo presentan caudal durante la temporada de lluvias. Los ríos permanentes son el Amacuzac y el Cuautla, a lo largo de cuyas vegas se presenta agricultura de riego. El caudal que baja de Cerro Frío se almacena en la Presa Emiliano Zapata y permite riego en las tierras de Tilzapotla. En general, el agua resulta un recurso limitante en la REBIOSH; las montañas de Cerro Frío y Huautla funcionan como generadoras, reguladoras y protectoras de los recursos hidrológicos superficiales y subterráneos, para los habitantes locales y para los que viven aguas abajo, en el estado de Guerrero. Los cursos de agua temporales de la REBIOSH son los arroyos Atlipa, El Aguacate, Los Cuervos, Los Cuerillos, El Chirimote, El Potrero, El Jagüey, Chico, Grande, El Quilamula, El Agua Salada, Tortugas, La Huixilera, Las Anonas, La Joya, Bejuquera y El Zapotillo.

## Flora y fauna

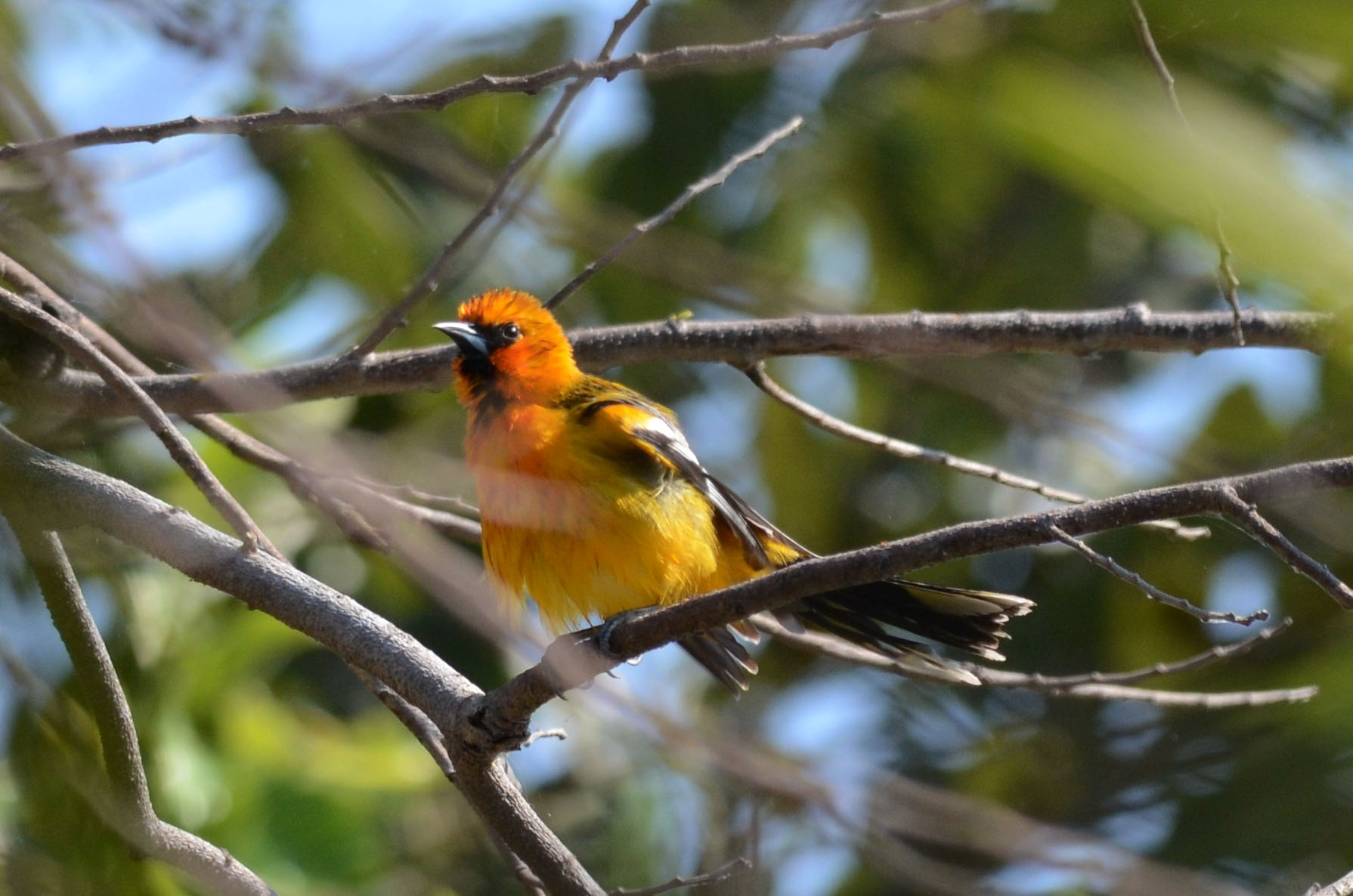
Oropéndola rayada (Icterus pustulatus) en Balneario Las Huertas, Tlaquiltenango, Morelos

De acuerdo con el Sistema Nacional de Información sobre Biodiversidad de la Comisión Nacional para el Conocimiento y Uso de la Biodiversidad (CONABIO) en la Reserva de la Biosfera Sierra de Huautla existen más de 2,465 especies de plantas y animales de las cuales 63 se encuentran en categoría de riesgo y 88 son exóticas.
La flora varía en función de la altitud, el suelo y la exposición. La reserva cuenta con 939 especies de plantas vasculares autóctonas, incluidas varias especies endémicas y de distribución limitada.
La principal comunidad vegetal en elevaciones más bajas es el bosque seco tropical . Los bosques tienen un dosel bajo y abierto, y muchos árboles pierden sus hojas durante la estación seca.  Los géneros de árboles dominantes incluyen Conzattia, Lysiloma, Bursera, Ceiba, Acacia y Mimosa . Existen bosques de galería siempreverdes a lo largo de ríos y arroyos.  
La reserva alberga 71 especies de mamíferos, 208 especies de aves, 53 especies de reptiles, 18 especies de anfibios, 14 especies de peces y 44 especies de mariposas, incluida la mariposa baronia de cuernos cortos (Baronia brevicornis brevicornis).
Los mamíferos nativos incluyen el puma ( Puma concolor ), el ocelote ( Leopardus pardalis ), el tigrillo ( Leopardus wiedii ), el gato montés ( Lynx rufus ) y el jaguarundi ( Herpailurus yagouaroundi ), la zarigüeya ratón grisácea ( Tlacuatzin canescens canescens ), el murciélago amarillo de Allen ( Rhogeessa alleni ), murciélago amarillo delgado ( Rhogeessa gracilis ), poco amarillo murciélago ( Rhogeessa parvula major ) y murciélago mexicano de lengua larga ( Cheronycteris mexicana ).  
Las aves nativas incluyen una mezcla diversa de especies de bosque seco tropical del sur y bosque montañoso de pino-encino, incluyendo el gavilán de cola roja ( Buteo jamaicensis ), el gavilán negro común ( Buteogallus anthracinus ), el búho pigmeo ferruginoso ( Glaucidium brasilianum ), el búho chillón de Balsas ( Megascops seductus ), el oropéndola ventrinegro ( Icterus wagleri ), el oropéndola encapuchado ( Icterus cucullatus ), el sinsonte azul ( Melanotis caerulescens ), el guacamayo militar ( Ara militaris ), el zorzal de lomo rufo ( Turdus rufopalliatus ), el papamoscas crestado ( Xenotriccus mexicanus ), la codorniz rayada ( Philortyx fasciatus ), el pájaro carpintero de pecho gris ( Melanerpes hypopolius ), el gorrión de pecho negro ( Peucaea humeralis ), el gorrión terrestre de corona oxidada ( Melozone kieneri ), reyezuelo feliz ( Pheugopedius felix ), chachalaca del oeste de México ( Ortalis poliocephala ), pájaro carpintero de mejillas doradas ( Melanerpes chrysogenys ), colibrí oscuro ( Cynanthus sordidus ) y semillero de Cabanis ( Amaurospiza concolor ).    La Sierra está designada como un área importante para las aves, ya que alberga tanto especies amenazadas a nivel mundial como especies de distribución limitada. 
Estimaciones iniciales sugieren que en la REBIOSH podrían ocurrir aproximadamente 50 especies de odonatos, 230 de abejas, 14 de avispas sociales y 310 de cerambícidos.
| Categoría | Especie               | Nombre Científico                 |
| Flora     | Tepehuaje             | Lysiloma acapulcense              |
|           | Guayacán              | Conzattia multiflora              |
|           | (Lysiloma divaricata) | Lysiloma divaricata               |
|           | (Quercus glaucoides)  | Quercus glaucoides                |
|           | (Quercus conspersa)   | Quercus conspersa                 |
|           | Espino                | -                                 |
|           | Huizache              | Acacia constricta var. farnesiana |
|           | Borreguilla           | Acacia cochliacantha              |
|           | Espino                | Mimosa polyantha                  |
|           | Mezquite              | Prosopis laevigata                |
| Fauna     | Lince                 | Lynx rufus                        |
|           | Escorpión             | Heloderma horridum                |
|           | Guacamaya verde       | Ara militaris                     |
|           | Tecolote del Balsas   | Megascops seductus                |
|           | Puma                  | Puma concolor                     |
|           | Ocelote               | Leopardus pardalis                |
|           | Tigrillo              | Leopardus wiedii                  |
|           | Jaguarundi            | -                                 |
|           | Leoncillo             | Puma yagouaroundi                 |
|           | Pájaro bobo           | Momotus mexicanus                 |
|           | Chachalaca            | Ortalis poliocephala              |
|           | Coatí                 | -                                 |
|           | Tejón                 | Nasua narica                      |
|           | Cacomixtle            | Bassariscus astutus               |
|           | Venado cola blanca    | Odocoileus virginianus            |
|           | Iguana negra          | Ctenosaura pectinata              |

## Conservación
En 1993 el estado de Morelos designó una porción de la Sierra como Área de Conservación Ecológica Estatal, con una superficie de 313,14 km². En 1999 el gobierno mexicano volvió a designar el área de conservación ecológica como reserva de la biosfera, y la amplió a 590,31 km². La UNESCO la declaró reserva internacional de la biosfera en 2006.
Las principales actividades económicas de los habitantes de la reserva y sus alrededores son la agricultura y la ganadería de subsistencia. En la década de 1990 cerró una mina de plata en la zona. Muchos habitantes de la zona han emigrado a ciudades de México y Estados Unidos. Existen algunas iniciativas locales para cultivar frutales y desarrollar el ecoturismo con el fin de proporcionar un medio de vida a las comunidades locales.

## Contexto Arqueológico, Histórico y Cultural
Los pueblos Mesoamericanos tuvieron estrecha relación con la naturaleza, observaron y registraron los ciclos vitales de las plantas a fin de reproducir y mejorar aquellos recursos que aseguraban su sobrevivencia. En el hoy estado de Morelos, desde épocas pasadas se establecieron diversas culturas que datan de las siguientes épocas: en el Preclásico Temprano (1500-1100 a. C.) hacia el oriente aparece Chalcatzingo; del Preclásico Medio (1100-500 a. C.) se reportan asentamientos como Atlihuayan y Chimalacatlán; en el Preclásico Tardío surgió Campana de Oro al sureste, Olintepec, Tecuescontitla cerca de Tepoztlán, Cerritos al norte de Cuernavaca y Gualupita actualmente debajo del Casino de la Selva. Al inicio del Clásico, en el oeste del estado destacaron algunos centros como Xochitepec, Tlacuatzingo y Miahuatlán, al este Zacualpan, Tetelillas, Las Pilas y al noreste Atlatlahucan. Ellos enriquecieron la vida cultural, económica y social, aportando toda clase de artesanías, flores, frutos, animales, materias primas para la fabricación de objetos religiosos y costumbres.
Según datos basados en la tradición oral y que recoge el cronista popular René Gama Beltrán en su libro sobre Tlaquiltenango, en la región se tiene memoria de la existencia desde tiempos remotos de los siguientes pueblos: Amacuzac, Axuchitlan, Chimalacatlan, Coaxintlán, Huautla, Huixastla, Nexpa, Panchimalco, (San José de) Pala, Quilamula, Santiopan, Tlaquiltenango, Tlatenchi, Tlayehualco, Tetelpa, Tehuixtla, (Puente de) Ixtla, Xicatlacotla, Xochipala, Xoxoutla y Zacatepec, varios de los cuales aún existen. Estos pueblos de origen remoto, por alianzas familiares entre los calpulli llegaron a integrar un señorío, a la cabeza del cual se encontraba Tlaquiltenango que ejercía autoridad sobre más de 300 pueblos. La existencia de una confederación de dichos pueblos nos permite hablar no sólo de una región geográfica habitada en común, sino de un patrón histórico-cultural similar que les permitía una convivencia pacífica y una alianza de fuerzas en la búsqueda del bien común.

## Diagnóstico y problemática ambiental
Los pobladores de la Sierra de Huautla han desarrollado a través del tiempo un conocimiento empírico de su entorno que ha sido transmitido de generación en generación. Este conocimiento les ha permitido diseñar diversas estrategias para sobrevivir en un ambiente socioeconómico adverso.
La reserva es atravesada en su parte meridional por el Río Amacuzac, el cual es alimentado por afluentes como el Yautepec, Apatlaco y Cuautla, estos últimos, cruzan poblaciones y zonas industriales, donde son contaminados por desechos líquidos y sólidos. Aunque el origen de la contaminación de las aguas es externo a la reserva, el problema es interno, pues éstas son las aguas utilizadas para actividades agrícolas y de pesca. Aunado a lo anterior, en las comunidades rurales de la reserva no se cuenta con programas de manejo de residuos sólidos, por lo que éstos se están convirtiendo en un problema que paulatinamente se acrecienta.

## Programas
Para el logro de los objetivos planteados para la Reserva de la Biosfera Sierra de Huautla es necesario el establecimiento de subprogramas con acciones previsibles a corto, mediano y largo plazo. Estos subprogramas contienen componentes de conservación y manejo que integran a su vez objetivos, metas, actividades y acciones, derivados del diagnóstico de la situación actual de los ecosistemas del área, de su biodiversidad y del análisis de la problemática y necesidades existentes en la REBIOSH. 
1.- Subprograma Protección
2.- Subprograma Manejo
3.- Subprograma Restauración
4.- Subprograma Conocimiento
5.- Subprograma Cultura
6.- Subprograma Gestión

## Uso de Suelo
En la REBIOSH recientemente se autorizó el aprovechamiento de leña y aún cuando es una zona minera, no existen aprovechamientos minerales autorizados. Sin embargo, es importante señalar que de manera tradicional se realiza la extracción forestal principalmente de leña, resinas y cortezas que en gran medida son para autoconsumo. La agricultura se desarrolla en las partes planas de la región o en las laderas con pendientes suaves. El uso de “Tlacololes” como terrenos de cultivo es una práctica común, heredada ancestralmente.
La ganadería que se ejerce dentro de la reserva es de tipo extensivo y se localiza principalmente en las áreas circunvecinas de las comunidades. Se cría ganado bovino, asnal, caballar, mular, caprino y ovino. La cría de porcinos y aves de corral es más bien de traspatio. En general existe un sobrepastoreo en muchas regiones de la REBIOSH, ya que se rebasa la capacidad de carga.
El uso del suelo de la REBIOSH se caracterizó a partir de la fotointerpretación de ortofotos escala 1:20,000 del INEGI con fecha de vuelo de 1993. Además, se realizaron recorridos de campo para llevar a cabo levantamiento y muestreos para el inventario biológico de la reserva. Las clases utilizadas en la clasificación de las ortofotos se establecieron previamente con botánicos conocedores de la región.
Las características de las clases son las siguientes: 
- Selva baja caducifolia: vegetación natural dominante de la REBIOSH.
- Selva baja caducifolia perturbada: se entiende que está constituida por la misma vegetación pero no forma los macizos cerrados de vegetación como en la clase anterior, es decir vegetación natural de SBC pero con un aclareo evidente o sea elevado grado de fragmentación.
- Bosque templado de encino y pino: vegetación natural formada por Quercus spp. predominantemente, aunque también existen algunos individuos de pino o de árboles típicos de selva
- Bosque templado de encino y pino perturbado: el mismo tipo de vegetación que la clase anterior pero con elevado grado de fragmentación.
- Pastizal: vegetación formada por diferentes pastos naturales o inducidos, en su mayoría para el pastoreo del ganado.
- Vegetación secundaria: vegetación no natural mezclada con algunos elementos de SBC. Zonas sin vegetación aparente: en esta área no hay vegetación es probable que sean suelos desnudos por erosión o por extracción de materiales para construcción sobre todo en los alrededores de la autopista.
- Agricultura: parcelas dedicadas al cultivo ya sea de riego o de temporal. La agricultura de riego representa una parte exigua de la agricultura total y por lo tanto se agrupó en esta categoría.
- Cuerpos de agua: agua acumulada ya sea en presas, bordos o lagunas temporales. No incluye ríos.
- Poblados: zonas con asentamientos humanos.

Una vez concluida la rodalización en la fotointerpretación, se digitalizó la información. Para esta etapa se utilizó el paquete Ilwis 2.1; posteriormente se transformaron a polígonos los segmentos generados para poder etiquetar con cada una de las clases establecidas. La edición final se realizó con el programa ArcView versión 3.1; la cobertura de los polígonos se encuentra en coordenadas UTM con datum ITRF92, época 1988.0; el polígono limítrofe se encontraba en otra proyección (UTM, datum NAD 27) así que fue transformado con el programa Traninv del INEGI para hacerlo compatible con la cobertura de vegetación. 